# Battistello Caracciolo
Giovanni Battista Caracciolo, detto Battistello (Napoli, 7 dicembre 1578 – Napoli, 23 dicembre 1635), è stato un pittore italiano, importante seguace di Caravaggio a Napoli.
Fu uno dei più rilevanti pittori caravaggisti di ambito napoletano nonché, assieme al Ribera, Massimo Stanzione, Mattia Preti e Luca Giordano, uno dei più influenti esponenti della pittura napoletana del Seicento.

## Biografia

### La formazione
Nato nel 1578 da Cesare Caracciolo, non si sa con assoluta certezza quale sia stata la formazione del pittore: lo storico e biografo De Dominici infatti, nella sezione relativa alla biografia del Caracciolo del suo Vite de' pittori, scultori ed architetti napoletani, lo ha ritenuto allievo di Francesco Imparato, padre del più famoso Girolamo. Ad ogni modo comunque, a prescindere da chi sia stato il suo effettivo maestro, il pittore napoletano, che pare avesse la gobba, descritto dal De Dominici come schivo e solitario che non si avvaleva di alcun collaboratore se non di pochissimi fidati, muoverà i primi passi in ambito artistico proprio nella cerchia di quei pittori tardo manieristi che operavano a Napoli alla fine del XVI secolo, quindi Silvestro Buono, Francesco Curia, Fabrizio Santafede, Girolamo Imparato, Marco Pino e Giovanni Bernardo Lama.
La prima notizia certa su un'opera del Battistello risale ai primi anni del Seicento, allorché, facendo parte del gruppo di collaboratori di Belisario Corenzio, fu incaricato di eseguire ad affresco sei putti sull'arco d'ingresso della cappella del Monte di Pietà a Napoli, dietro misero compenso di un ducato per ogni figura ritratta. Il cantiere vedeva al lavoro i più importanti maestri tardomanieristi del panorama pittorico locale dell'epoca, come per l'appunto il Santafede, che eseguì sull'altare centrale la Deposizione di Cristo, Ippolito Borghese, che eseguì su quello di destra, la scena dell'Assunzione della Vergine, mentre a sinistra è un'altra tela del Santafede, la Resurrezione di Cristo, che completò un lavoro commissionato in origine a Girolamo Imparato ma che non poté completare a causa della prematura scomparsa del pittore. Sulla volta della cappella invece sono gli affreschi del Corenzio, con le Storie di Cristo, dove per l'appunto sono presenti interventi del Caracciolo.

### Gli anni di Caravaggio

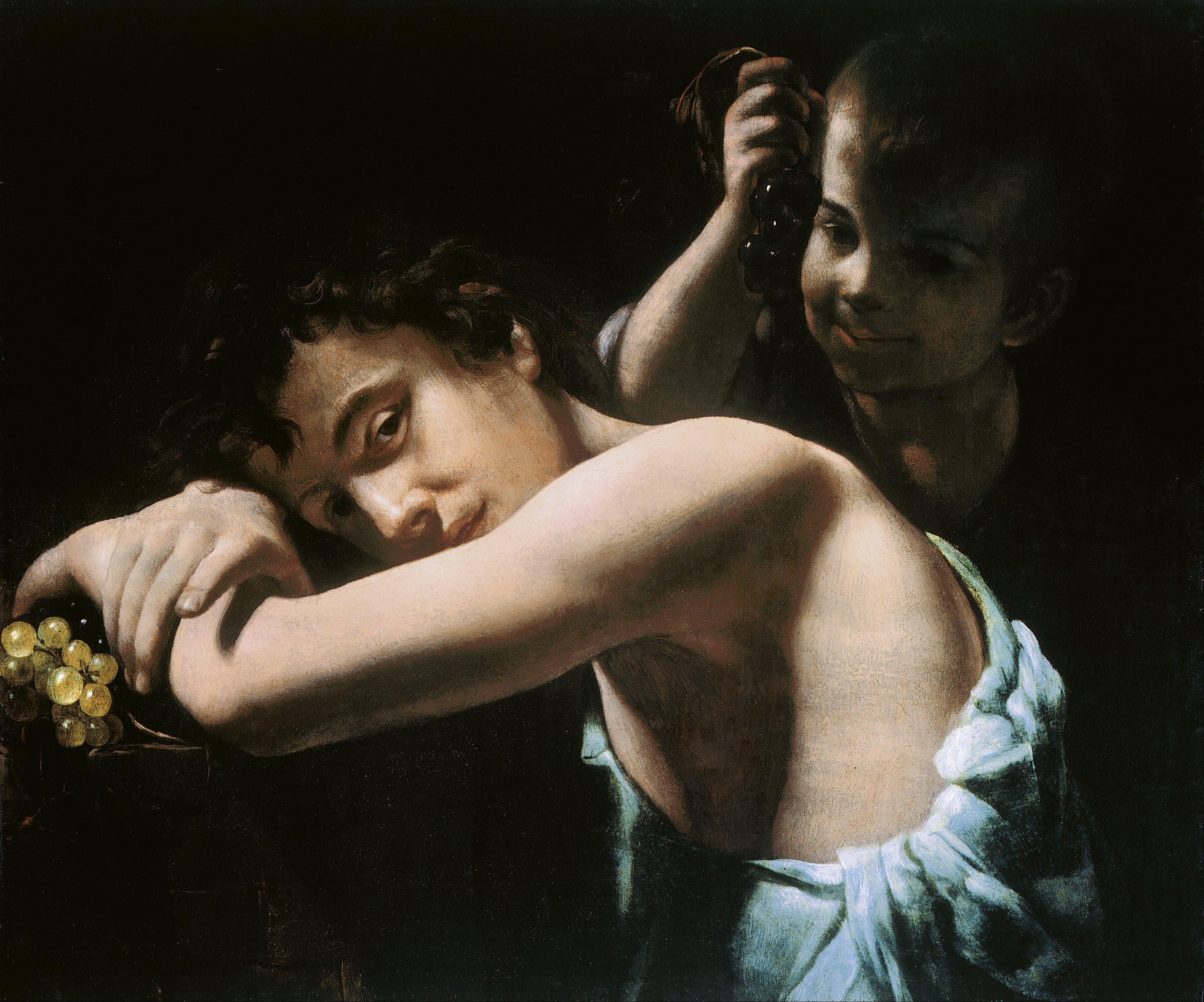
Due putti vendemmianti (1610 ca.) - Collezione privata, Londra.

Di pochi anni più giovane di Caravaggio e seguace della "scuola" caravaggesca appresa con sapienza quando il Merisi giunse a Napoli verso la fine del 1606, ma che probabilmente ebbe modo di conoscere già qualche anno prima durante alcuni soggiorni romani, per sfuggire alla cattura che rischiava dopo l'omicidio compiuto a Roma, restando in città per circa otto mesi. L'impatto del Caracciolo sulla vita artistica locale fu immediato e molto profondo, divenendo infatti uno dei primi pittori (assieme a Carlo Sellitto, Paolo Finoglio, Filippo Vitale, e successivamente anche Jusepe de Ribera) a testimoniare il nuovo stile e senz'altro uno dei più talentuosi tra coloro che si cimentarono con le tecniche pittoriche introdotte dal grande maestro lombardo, improntate al drammatico naturalismo di una pittura piana e poco profonda con figure scultoree in cui la luce acquistava sempre maggior importanza rispetto alla prospettiva.

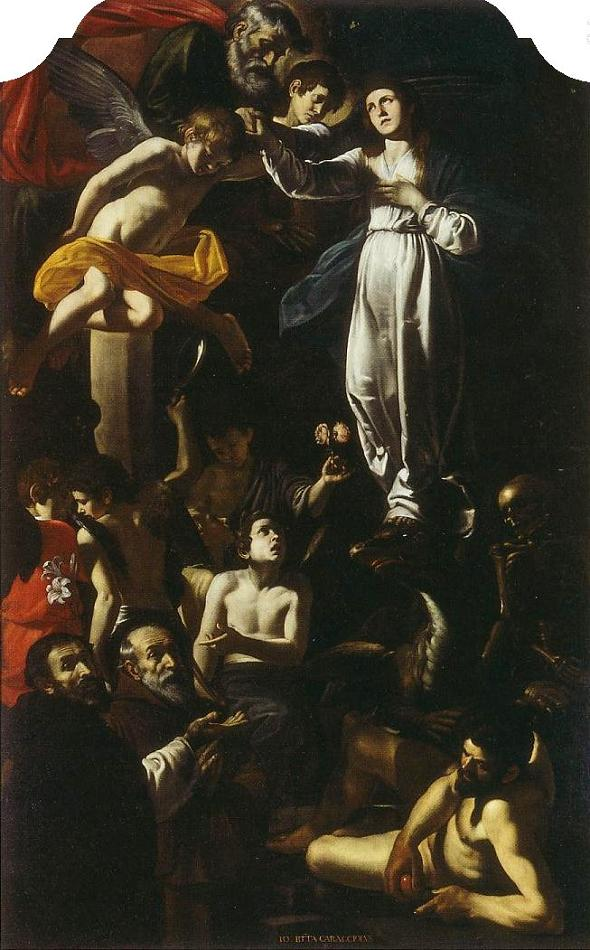
Immacolata Concezione con san Domenico e san Francesco di Paola (1607 ca.) - Chiesa di Santa Maria della Stella, Napoli.

Dopo un primo tempo in cui il Caracciolo ha eseguito essenzialmente opere per committenza privata, come le tre versioni dell'Ecce Homo, la prima grande pala pubblica che gli fu commissionata fu quella dell'altare maggiore della chiesa di Santa Maria della Stella a Napoli, nel 1607, raffigurante l'Immacolata Concezione con san Domenico e san Francesco di Paola. L'opera dimostra la piena consapevolezza della maniera del Caravaggio, da cui il Caracciolo oltre ad assimilarne i modi divenendone un seguace, instaurerà anche un rapporto lavorativo (dai documenti di archivio è risultato infatti un passaggio di soldi, pari a 30 ducati, che Caravaggio ha erogato in favore del Caracciolo per un motivo ancora del tutto ignoto) e magari di amicizia. I richiami a precedenti opere del Merisi sono riscontrabili in più punti della tela dell'Immacolata, come nella Vergine o nella figura dei santi sulla sinistra, che ricordano le composizioni della Madonna del Rosario di Vienna, o come nelle figure degli angeli in alto, che richiamano la tela della Madonna della Misericordia di Napoli. Tuttavia, la particolarità che più rappresenta il livello di studio e di apprendimento della pittura di Caravaggio si riscontra nelle figure degli angeli sulla sinistra (uno con lo specchio e l'altro, un altro con un fiore ed un altro ancora che quasi fuoriesce dal campo visivo) e nella figura dell'Adamo posto in basso a destra, che per altro è ritenuto essere un autoritratto del Battistello, in quanto, riprendendo spunti dalla tela del Martirio di san Matteo della cappella Contarelli in San Luigi dei Francesi a Roma, con l'Adamo che nello specifico riprende in maniera chiara la figura del santo nella tela del Caravaggio, consente di poter ritenere che il pittore napoletano fosse venuto a conoscenza non delle opere del Merisi entro i confini napoletani, visto che sia la Madonna del Rosario che quella della Misericordia furono eseguite probabilmente durante il soggiorno partenopeo del pittore lombardo, ma bensì anche quelle fuori dal contesto locale, magari grazie ad alcuni suoi viaggi fatti a Roma già intorno ai primi anni del Seicento. La tela, firmata per esteso dal pittore in basso al centro della scena, indicata con l'indice dalla figura dell'Adamo, fu completata ed installata sopra l'altare maggiore della chiesa nel 1608, quando ricevette in due tranche il saldo per il lavoro svolto, dopo un primo acconto in fase di commissione pari a 50 ducati.

### Gli annipost-Caravaggio

#### I primi anni del caravaggismo napoletano (1610-1615)

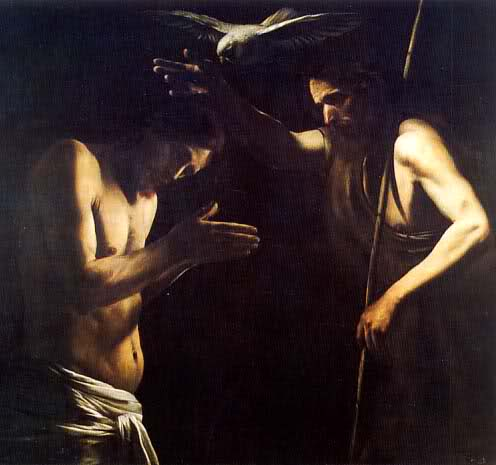
Battesimo di Cristo (1610-1615) - Quadreria dei Girolamini, Napoli.

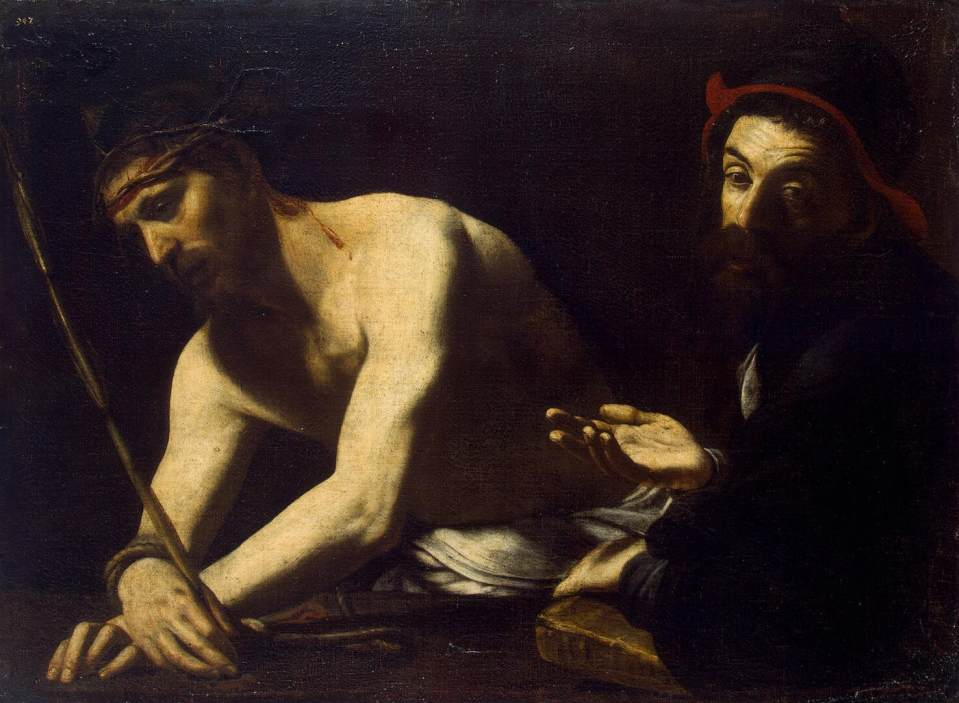
Ecce Homo (1614 ca.) - Museo dell'Ermitage, San Pietroburgo.

A partire dal 1610 e fino al 1616, che coincidono rispettivamente con la scomparsa del Caravaggio e con l'arrivo del Ribera a Napoli, l'attività della prima fase artistica del Caracciolo subisce un'importante impennata; nacquero in questa fase molte delle opere più note del suo catalogo, intraprese seguendo le lezioni impartite dal maestro lombardo con il conseguente abbandono di tutti gli studi napoletani pregressi, ma anche con un accrescimento della sapienza dell'uso cromatico, appreso in occasione di un viaggio a Roma fatto nel 1612, dove entrò in contatto con le opere di Orazio Gentileschi e degli artisti del Rinascimento operanti a Roma.
Bernardo De Dominici descrisse questa fase iniziatica del Caracciolo nel seguente modo: « [...] lasciate in abbandono tutte quelle da lui per l'innanzi seguitate maniere, a questa tutto si volse, ed assolutamente si propose seguitarla: anzi si dice, che copiò molte opere del Caravaggio [...]» e ancora, « [...] Di Giovan Battista, che lo conobbe si dice ancora che volle essergli discepolo, cosa che giammai con altri discepoli fatto avea. In somma profondò talmente nell'immaginativa la maniera del Caravaggio, che molte opere poi dipinse su quello stile, lasciando in abbandono tutti què bei colori à quali con tanto studio, e forse con miglior consiglio prima si era applicato [...]».
Le opere che il Caracciolo eseguì in questo tempo, seppur prive di una successione cronologica certa, in quanto mancanti di riferimenti puntuali a tal riguardo, ad eccezione di due casi, furono l'Ecce Homo e la Crocifissione di Cristo del Museo di Capodimonte a Napoli, quest'ultima che richiama il Sant'Andrea crocifisso del Caravaggio, la Madonna col Bambino del Museo di San Martino a Napoli, i due Due putti vendemmianti di una privata raccolta londinese, il Cristo portacroce della Quadreria dei Girolamini di Napoli, il David con la testa di Golia della Galleria Borghese di Roma, opera di cui è certa la data del 1612 e che manifesta concrete similitudini con la versione di Guido Reni, il Battesimo di Cristo, che nella sua "impaginazione" caratterizzata da "abbreviazioni formali" richiama le opere del Merisi compiute nell'ultima fase del secondo soggiorno napoletano, ossia nella Negazione di san Pietro di New York e nel Martirio di sant'Orsola delle Gallerie d'Italia a Napoli, il Qui vult venire post me, seconda e ultima tela di questi anni di cui è certa la data (1614), già in collezione Marcantonio Doria di Palazzo Bianco a Genova, poi confluito nel museo di Palazzo dell'Università di Torino, il San Sebastiano trafitto dalle frecce del Fogg Art Museum di Cambridge, la Madonna col Bambino e angeli del Museo delle Arti di Catanzaro, che richiama il particolare della Madonna della Misericordia della pala del Merisi al Pio Monte, una cospicua serie di Salomé con la testa del Battista (soggetto molto in voga in quegli anni, eseguito più volte anche dal Caravaggio durante la sua carriera e in particolare nell'ultima fase della sua vita a Napoli) alcune in collezioni private una agli Uffizi di Firenze ed un'altra al museo di Belle Arti di Siviglia, ed infine l'Amore dormiente (1615) di Palazzo Abatellis a Palermo, eseguito anche questo su modello della versione del maestro lombardo.

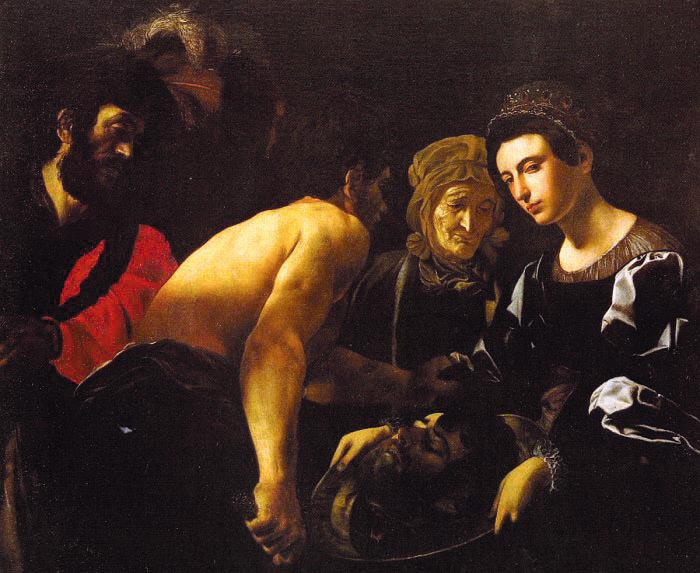
Salomè con la testa di Battista (1615-1620) - Galleria degli Uffizi, Firenze.

Fanno inoltre riferimento a questa fase anche i lavori ad affresco del Palazzo Reale di Napoli, riprendenti scene celebrative della casa di Spagna, che costituiscono una delle poche decorazioni seicentesche rimaste superstiti all'interno degli appartamenti storici. Al Caracciolo, che faceva parte della bottega del Corenzio, a cui vennero commissionati i lavori, ricevette in subappalto l'esecuzione delle Storie del Gran Capitano Consalvo di Cordoba (databili al 1611 circa, anche se parte della critica sposta l'esecuzione degli stessi almeno di un decennio avanti), che entra nella città di Napoli vittorioso dopo aver sconfitto le truppe francesi nel 1502 e dove, in una delle scene raffigurate, il Battistello dipinse in mezzo alla folla il ritratto del Caravaggio.

#### La tela per il Pio Monte della Misericordia (1615)

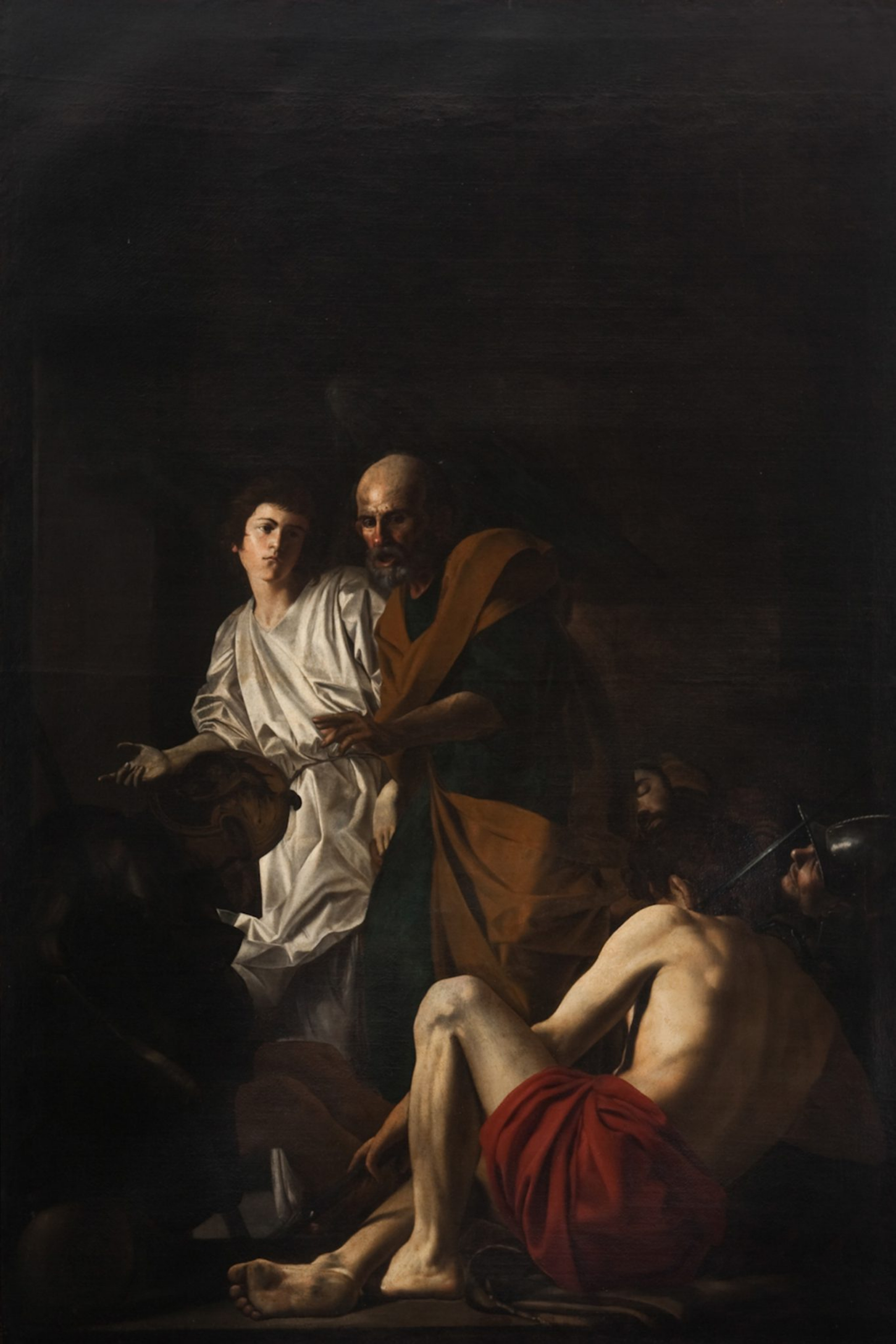
Liberazione di san Pietro (1615) - Chiesa del Pio Monte della Misericordia, Napoli.

La pittura del Caracciolo si evolse verso una maggiore raffinatezza subito dopo un suo ulteriore soggiorno romano, avvenuto nel 1614, allorché divenne il maestro della scuola napoletana; i suoi soggetti preferiti furono quelli religiosi con pale d'altare e, in modo inusuale per la pittura caravaggesca, affreschi, peculiarità che contraddistingueva il Battistello rispetto agli altri pittori coevi dell'ambiente caravaggista napoletano grazie anche alla formazione che ebbe dai maestri tardomanieristi. A Roma il pittore ebbe modo di avvicinarsi a varie correnti e quindi poté espandere il suo orizzonte figurativo, non tanto allineandosi con il barocco puro, quanto distaccandosi progressivamente dal naturalismo del Caravaggio per accostarsi al classicismo cinquecentesco dei pittori emiliani operanti a Roma in quel periodo, come i Carracci, Guido Reni, Giovanni Lanfranco e il Domenichino, lavorando in questo modo per sintetizzare il suo personale caravaggismo con queste altre tendenze.
Chiude questa intensa fase di attività, ma anche di ricerca, del Caracciolo la celebre pala della Liberazione di san Pietro, eseguita entro il 1615 subentrando a Carlo Sellitto, originario destinatario della commessa che morì l'anno prima. L'opera era da destinare ad uno degli altari laterali della chiesa del Pio Monte della Misericordia di Napoli, per la quale nel 1607 circa il Caravaggio eseguì la sontuosa pala delle Sette opere di Misericordia per l'altare centrale, che divenne trampolino di lancio per tutta la pittura napoletana del Seicento nonché spunto per la tela del Caracciolo della medesima chiesa. Il dipinto è un vero e proprio elogio ai grandi maestri della pittura italiana, da Raffaello, da cui trae ispirazione la scena con i soldati dormienti, che richiama quella affrescata da lui nelle stanze vaticane, ad Orazio Gentileschi, uno dei primi pittori a cui guardò il Battistello durante un suo soggiorno romano, da cui riprese la figura dell'angelo ad ali spianate, fino al Caravaggio, da cui riprese la figura in primo piano dell'uomo sdraiato di spalle.

### L'influenza della pittura di Ribera (1616-1620)

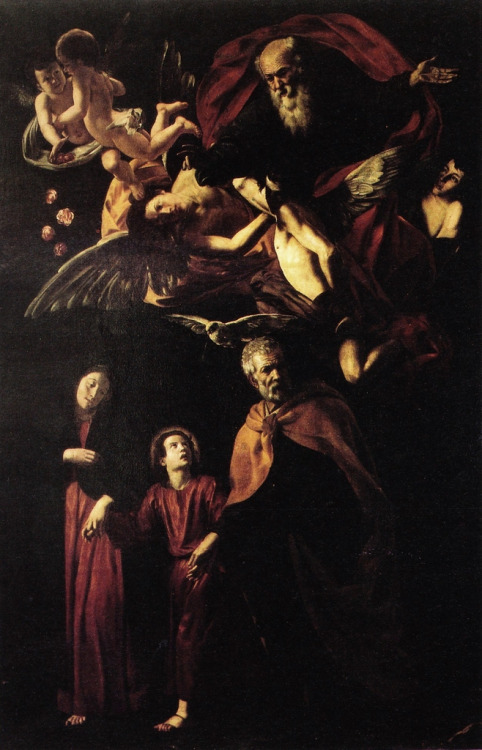
Trinità terrestre (1617 ca.) - Chiesa della Pietà dei Turchini, Napoli.

Con l'arrivo di Jusepe de Ribera a Napoli, avvenuto intorno al 1616, il caravaggismo napoletano fin lì in linea con i modi diretti del maestro lombardo, riceve una ulteriore spinta verso un "verismo" più acuto, secondo i modi proprio del pittore spagnolo, che dominerà la scena pittorica locale (e non solo) da lì fino alla metà del XVII secolo. Il Caracciolo non si mostra indifferente allo stile tenebrista del collega spagnolo, ed infatti le sue pitture di quegli anni risentono delle influenze di quelle del Ribera: il Cristo portacroce del 1615-1616 della Quadreria dei Girolamini di Napoli, sembra per dimensioni e struttura quasi un continuum con la serie degli apostoli eseguita dal Ribera negli stessi anni, in parte dispersa ed in parte sempre ai Girolamini, la grande tela della Trinità Terrestre del 1617 circa, eseguita per la chiesa della Pietà dei Turchini di Napoli, è uno dei capolavori di quell'anno del pittore, dove se la composizione d'insieme rimane comunque vicina alle pale dei soggiorni napoletani del Merisi, si riscontra comunque un avvicinamento alle figure riberesche, tant'è che anche in questo caso, nel viso di san Giuseppe, si nota una certa somiglianza con il San Pietro del Ribera nel complesso dei Girolamini.
Se gli effetti dell'attività del Ribera sono riscontrabili nella produzione artistica su tela del Caracciolo, ciò non è altrettanto vero per quanto riguarda invece la produzione ad affresco del pittore napoletano, dove invece, nel caso della Madonna del Carmelo ed episodi della vita del beato Simone Stock, per la chiesa di Santa Teresa degli Scalzi di Napoli, appaiono più evidenti gli influssi della pittura romana e, in particolare, della produzione artistica dei pittori di scuola emiliana operanti nel palazzo del Quirinale. Le lezioni apprese dai maestri classici o "classicisti" operanti a Roma, il Caracciolo ebbe modo di apprenderli durante uno dei suoi soggiorni nella capitale pontificia. Seppur assiduo frequentatore degli ambienti artistici romani, il Battistello tuttavia non lasciò mai alcuna sua opera pubblica in città, mentre lavorò invece solo dietro committenza privata. Tra questi vi fu anche il Cardinal Del Monte, amico e grande committente del Caravaggio, a cui molto probabilmente si deve l'appoggio per l'accesso all'Accademia di San Luca, dove, dai documenti d'archivio del 1617, si fa menzione di un tal  "Battistello Caracciolo pittore napoletano".

Tra il 1617 ed il 1618 il Caracciolo soggiornò saltuariamente a Firenze, alla seguito di Cosimo II de' Medici, dov'è menzionato più volte in uno scambio di lettere tra gli ambienti di corte fiorentini ed altre personalità a Napoli vicine al pittore napoletano. Si sa per certo che il Battistello da Firenze si sposterà poi anche a Genova, alla corte di Marcantonio Doria, grande mecenate e collezionista d'arte, operativo anche a Napoli, dove aveva diverse residenze nella capitale viceregnale, nonché conoscitore degli ambienti artistici napoletani del Seicento, tant'è che risultano tra i pittori destinatari di sue commesse personalità come Caravaggio, Giovanni Bernardo Azzolino e per l'appunto, Battistello Caracciolo. Per conto del Doria il Caracciolo, che già nel 1614 eseguì il Qui vult venire post me, poi confluito a Torino, si trovò a lavorare su alcuni affreschi per la dimora di famiglia genovese nel quartiere a Sampierdarena; tuttavia di questi lavori non vi è rimasta alcuna traccia. A Firenze l'attività del Caracciolo è invece documentata in maniera più precisa: risulta infatti nel 1618 la tela della Fuga in Egitto della Galleria Palatina di palazzo Pitti, nonché una serie di ritratti, particolarità questa per il Caracciolo, in quanto non figurano nel suo catalogo pitture di questo tipo se non il Ritratto di gentiluomo in armatura, forse Pietro Bernini, in collezione privata milanese, tra cui spicca quello dedicato a Maria Maddalena d'Austria, moglie di Cosimo II, per il quale ricevette un compenso di trecento scudi e di cui, per l'appunto, non si ha più menzione.

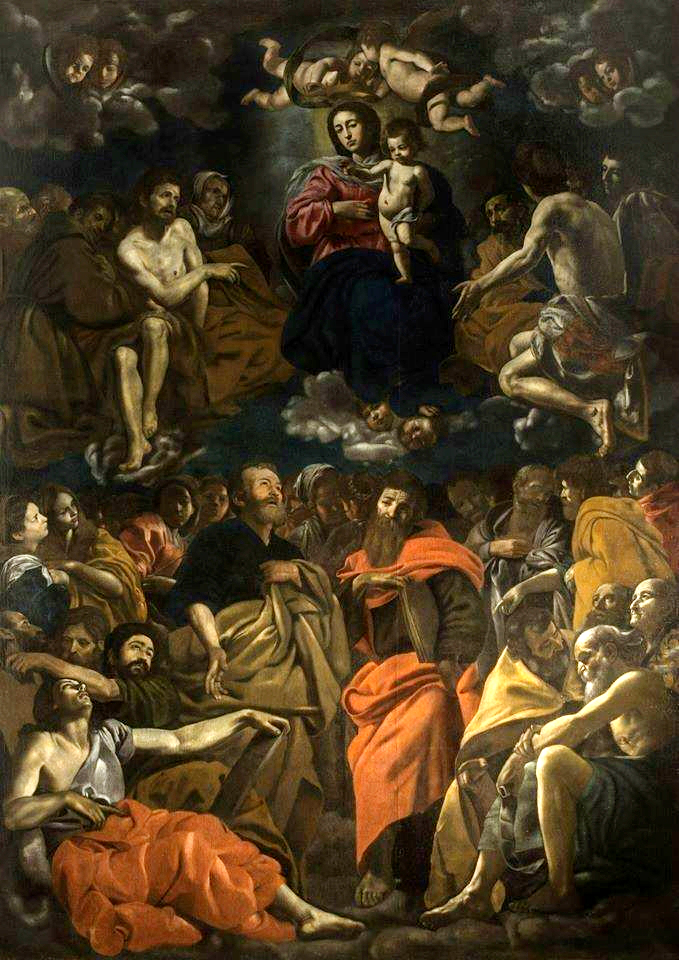
Madonna di Ognissanti (1618-619) - Duomo di Stilo.

Tornato a Napoli, il Caracciolo eseguì in questi anni opere come le due versioni dei Santi Cosma e Damiano, nonché le due versioni del San Giuseppe e la moglie di Putifarre, il Tobiolo e l'angelo, e la sontuosa tela della Madonna di Ognissanti, databile tra il 1618-1619 e conservata presso il duomo di Stilo, vicino a Reggio Calabria, che costituisce uno dei suoi dipinti più grandi per dimensione, eseguito per un amico medico calabrese del comune di Stilo. Il dipinto, nella raffigurazione dei santi, si avvicina molto per richiami stilistici al gruppo tele che Jusepe de Ribera aveva eseguito qualche anno prima per la Collegiata di Osuna, inoltre l'aspetto che si è dato alla Madonna diverrà modello per altre tele successive del Battistello.

### La maturità artistica (1620-1630)
A partire dai primi anni del 1620 il Caracciolo trovò la piena maturità artistica, sapendo tradurre in una perfetta sintesi tutte le lezioni ed i gusti che poté ammirare durante le sue frequentazioni romane e non solo. Le sue pitture videro l'introduzione di elementi classicisti dei pittori emiliani attivi a Roma, come Guido Reni e Giovanni Lanfranco, senza però accantonare nel contempo le impronte naturaliste di Caravaggio e Jusepe de Ribera. Dal pittore lombardo, si prenderà in a modello, in particolar modo, le sue ultime opere siciliane e maltesi, fatte di affollamenti di personaggi sviluppati per lo più su ampi spazi verticali caratterizzati da progettazioni architettoniche sullo sfondo, al punto che Roberto Longhi definì le composizioni battistelliane in questo senso come «nuovo rapporto diramante tra spazio e figure» e «nuovo grande pensiero di diminuire nello spazio, rapidamente, la misura degli uomini sovrastati dalle mura gigantesche»; per quanto riguarda il Ribera, invece, il Caracciolo mostra di saper fare uso sapiente dei modi con cui il pittore spagnolo ritraeva gli anziani, caratterizzati da epidermidi crude e vere, fortemente rinsecchite e rugose. 

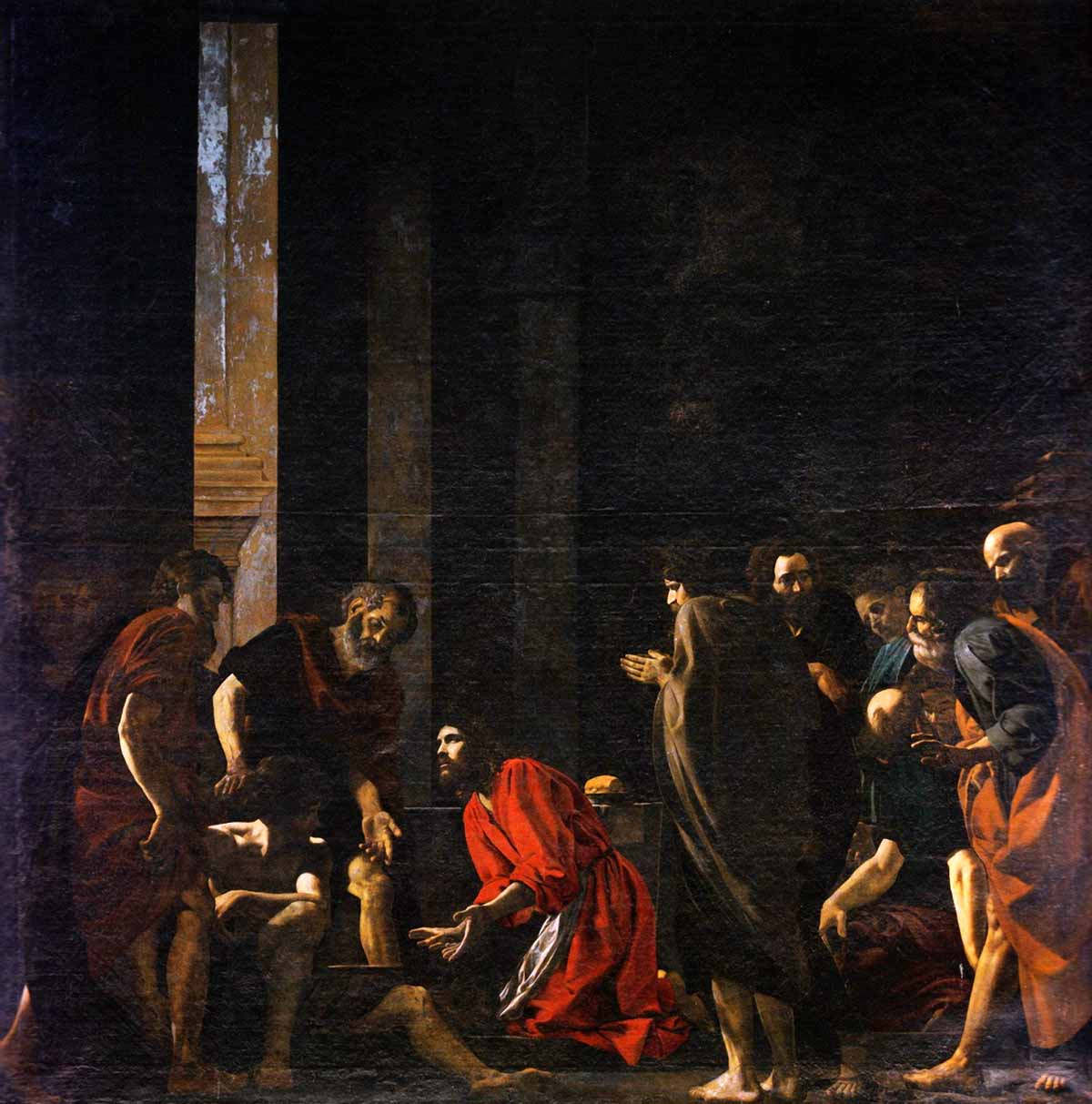
Lavanda dei piedi (1622) - Certosa di San Martino, Napoli.

Fanno riferimento a questi anni il Miracolo di sant'Antonio da Padova, già nella chiesa di San Giorgio dei Genovesi di Napoli e poi ricollocata al Museo di Capodimonte, le due versioni del Compianto sul corpo di Abele, una in una privata raccolta parigina ed un'altra ancora a Capodimonte, il San Giovanni Battista con l'angelo, il San Martino, il San Martino e quattro angeli, la grande tela della Lavanda dei piedi (1622) e l'Adorazione dei magi, tutte per la chiesa della Certosa di San Martino, gli ultimi due che costituiscono due dei momenti più alti della maturità del pittore napoletano, la Madonna delle Anime purganti e la Fuga in Egitto, entrambe a Capodimonte ed entrambe che vedono la Vergine ripresa dalla pala della Madonna di Ognissanti di Stilo, il Sant'Onofrio (1623 circa) di Palazzo Barberini a Roma, da cui si evince la comprensione dei modi ribereschi nella rappresentazione di figure anziane, il Cristo alla colonna, sempre di Capodimonte, che si caratterizza per la raffigurazione di un corpo del Cristo quasi scultoreo, reniano e michelangiolesco, inserito in una più ampia composizione naturalista.
Se da un lato le pitture del Caracciolo conservavano la matrice caravaggista, anche in fase di maturità pittorica, dall'altro il modo di lavorare ad affresco non mutò considerevolmente, si perfezionò e migliorò sicuramente nello stile, ma sostanzialmente rimase sempre una pittura luminosa e ad ampio respiro, con trame chiare e composizioni più mosse. Nel decennio che va dal '20 al '30 il Battistello fu incaricato di eseguire cicli di affresco sulle Storie di san Michele Arcangelo per la chiesa di Santa Maria la Nova, nella cappella Sanseverino, ma soprattutto, fu incaricato di compiere nel grande cantiere che era in quegli anni la certosa di San Martino, dove sarà impegnato in altre opere successive fino alla fine della sua vita, gli Episodi della vita della Vergine nella cappella dell'Assunta, completati nel 1631 e che risultano un'anticipazione degli affreschi che il Domenichino eseguirà di lì a poco nella Reale cappella di San Gennaro.

### Gli ultimi anni (1630-1635)

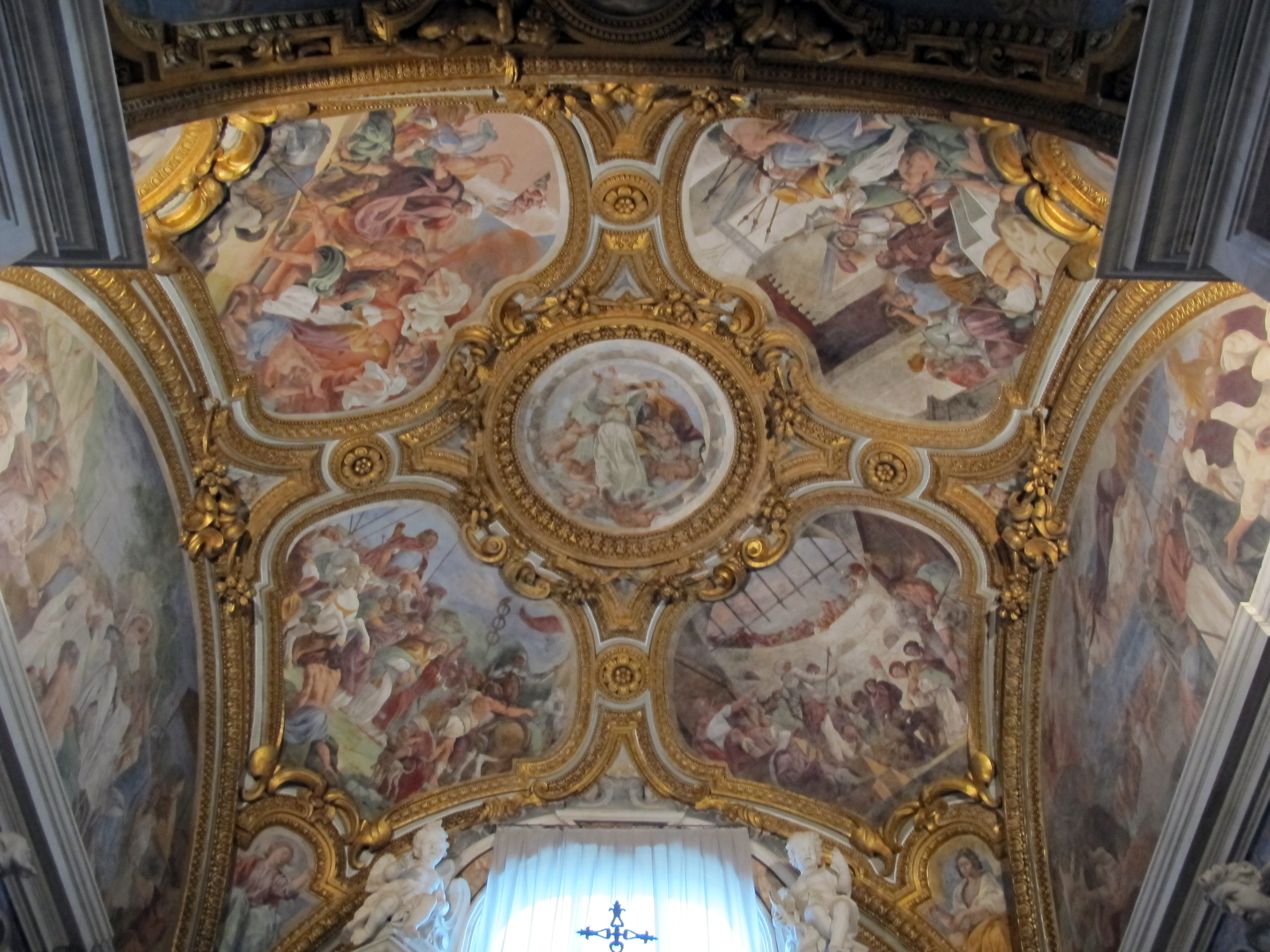
Episodi della vita di san Gennaro (1632-1634) - Cappella di San Gennaro, certosa di San Martino, Napoli.

Il Caracciolo trascorse gli ultimi anni di vita realizzando dipinti per lo più ad affresco, fatto che lo distingue dai pittori contemporanei di ambito napoletano. Infatti, se si esclude Belisario Corenzio, che era "unicamente" un frescante, il Battistello e Massimo Stanzione erano gli unici pittori a Napoli che, alla prima metà del XVII secolo, risultavano operativi sia su tela e tavola che su muro, mentre altri suoi illustri contemporanei, come ad esempio Fabrizio Santafede o Jusepe de Ribera, non si cimenteranno mai nell'affresco.
A tal proposito il Caracciolo nell'ultima parte della sua vita fu incaricato di eseguire diversi cicli per le chiese napoletane. Ultimati nel 1631 gli affreschi della cappella dell'Assunta per la certosa di San Martino, di stampo purista, con possibili connessioni con il fare pittorico rischiarato, classico e monumentale di Guido Reni a Roma, il Battistello fu incaricato di eseguire da lì a breve anche gli Episodi della vita di san Gennaro nella cappella omonima del santo all'interno della stessa chiesa, a cui fece seguito anche una lite tra il pittore ed i padri certosini per alcuni compensi non erogati. Databili tra il 1632 al 1634 e molto vicini anche questi, come quelli dell'Assunta, a quelli del Domenichino pressoché coevi del duomo di Napoli, il ciclo occupa diversi scomparti della cappella (lunette, sottarco, volta e peducci) incorniciati da pregevoli stucchi dorati di Cosimo Fanzago che disegnano sulla volta un quadrifoglio entro cui sono raffigurate scene della vita del santo, dov'è ritratto tra le figure anche Emanuele de Zuniga y Fonseca, conte di Monterrey e viceré di Napoli dal 1631. Al centro spicca per prospettiva e qualità tecnica l'ascensione del santo contornato da una finta balaustra marmorea, mentre sulle pareti laterali della stessa cappella sono disposte le due tele del 1634 circa del San Gennaro sottoposto alla tortura e della Decapitazione di san Gennaro e dei compagni dello stesso Caracciolo. Nel museo annesso alla chiesa si conservano invece i bozzetti preparatori per gli affreschi della cappella.

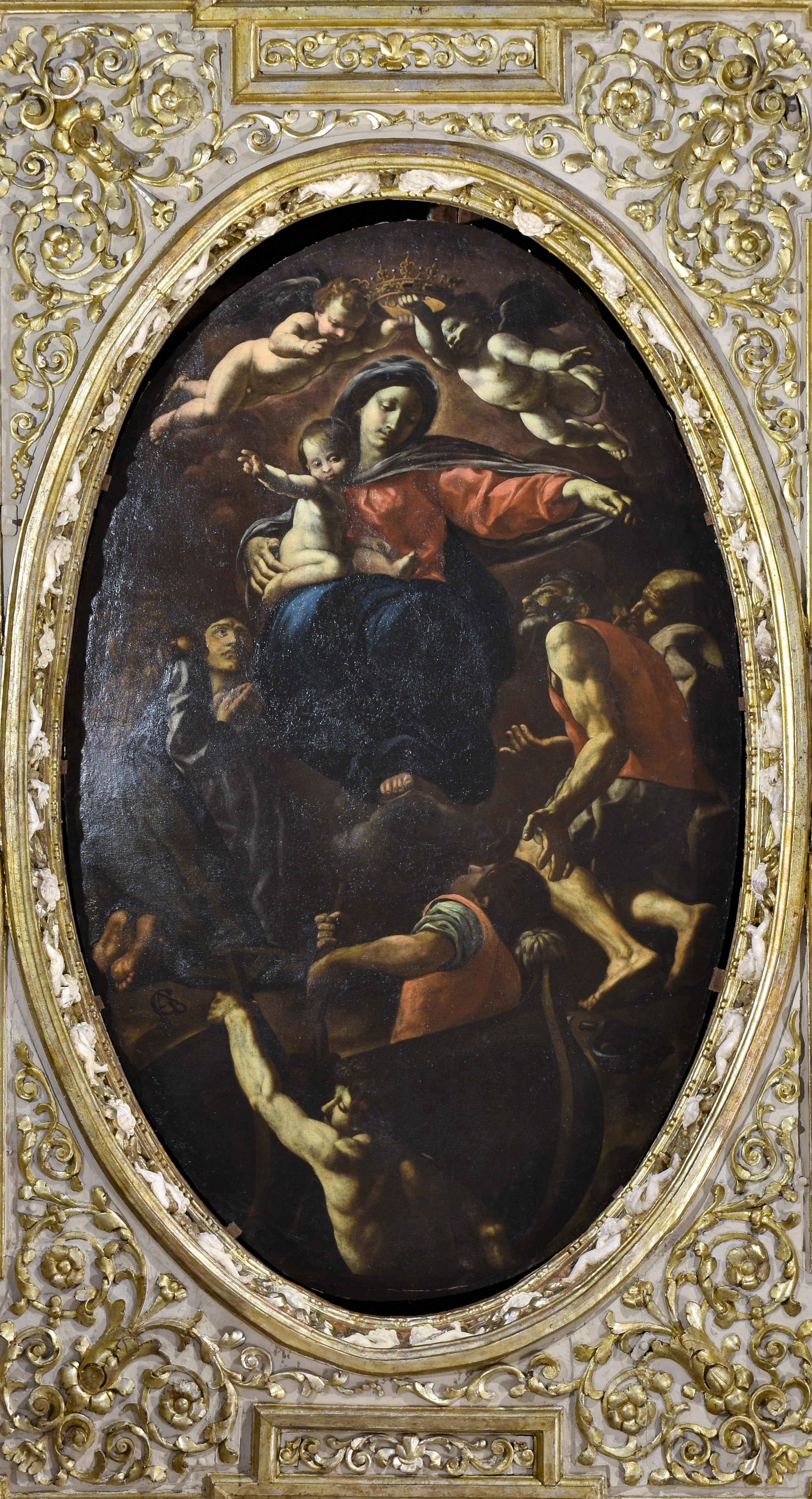
Madonna dei Marinai (1634) - Chiesa di Santa Maria di Portosalvo, Napoli.

Oltre alle due tele per la cappella di San Gennaro della certosa di San Martino, tra gli ultimi dipinti del Battistello si segnalano anche quelli per altre cappelle dello stesso complesso religioso, come la Gloria di san Gennaro tra i Santi patroni di Napoli, nella cappella del Rosario, e l'Assunzione della Vergine nello stesso museo, nonché le due versioni della Sant'Anna con la Vergine e il Bambino, una al Kunsthistorisches Museum di Vienna e una nella cattedrale di Siviglia, la Venere e Adone del Museo di Capodimonte, il Giudizio di Salomone di una collezione privata di Firenze, ed infine il grande ovale della Madonna dei Marinai per la chiesa di Santa Maria di Portosalvo a Napoli.

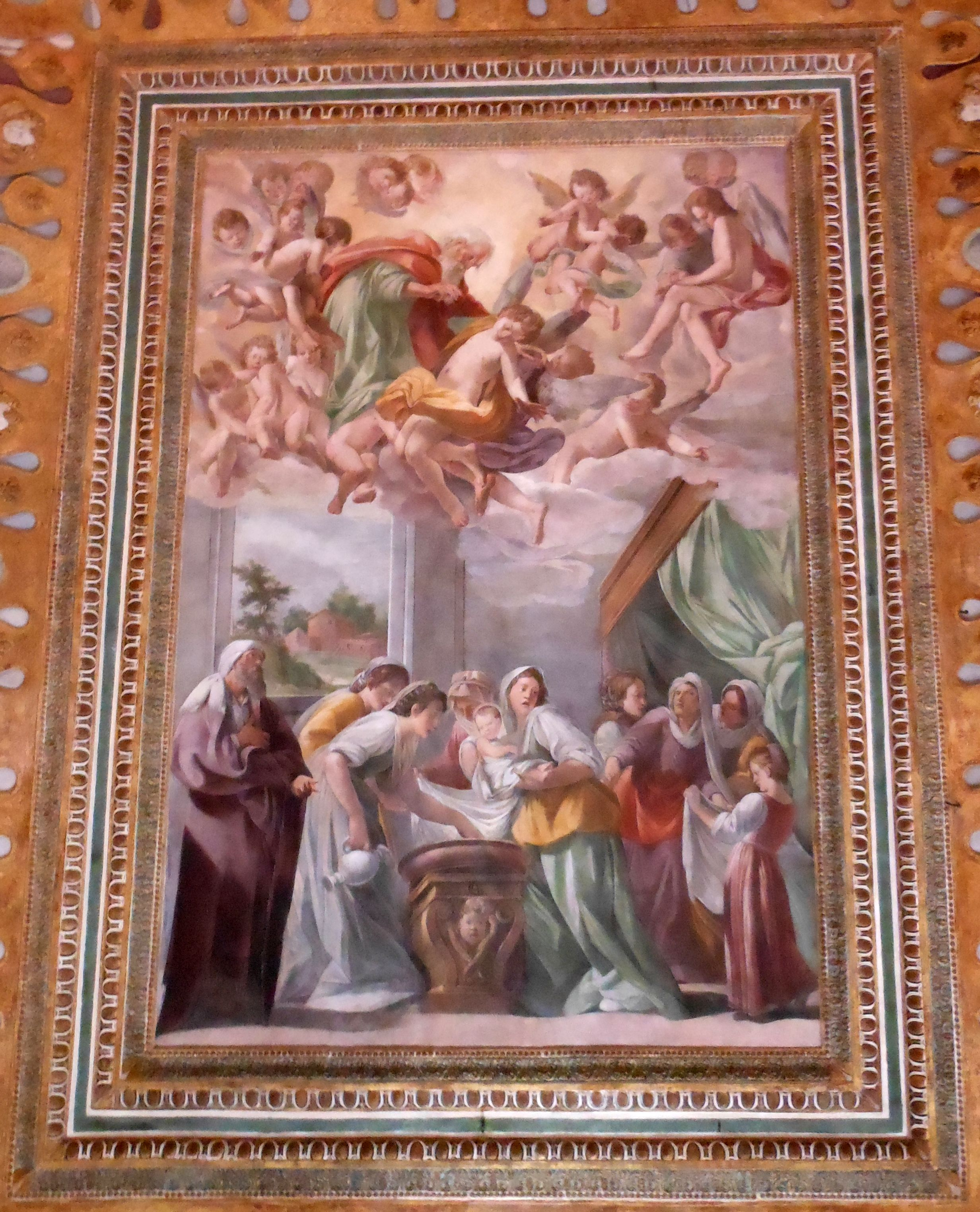
Natività della Vergine con l'Eterno Padre e angeli (1635 circa) - Oratorio della Congregazione dei Nobili, Napoli.

Ritornando agli affreschi, invece, le Storie di san Giacomo della Marca, databili 1634 circa, furono eseguite per la parete frontale del cappellone di San Giacomo della Marca, nella chiesa di Santa Maria la Nova, mentre le Storie della Vergine e di Abramo, Profeti e Storie dell'Antico Testamento, databili ancora al 1634, furono compiute nella cappella dell'Immacolata Concezione della chiesa di San Diego all'Ospedaletto ed appaiono essere un'anticipazione della pittura paesaggista che Micco Spadaro di lì a poco avrebbe eseguito nella fascia superiore del coro dei Conversi della certosa di San Martino. L'affresco della Natività della Vergine con l'Eterno Padre e angeli dell'Oratorio della Congregazione dei Nobili di Napoli, datato al 1635 circa, costituisce infine l'ultima opera certa del pittore.

### La morte
Giovan Battista Caracciolo sembra fosse stato anche assiduo lettore di libri e poeta, tant'è che il De Dominici lo definì « [...] con buonissimo stile, di ottime idee e gravità di sentenze.», nonché frequentatore dell'Accademia del Manso e di Giovan Battista Basile; tuttavia non è pervenuto ai giorni nostri alcun suo componimento letterario. Tra i suoi pochi e fidati collaboratori figuravano solo Giacomo Di Castro, pittore locale, restauratore e antiquario sorrentino, che diventò noto nel 1653 per aver ceduto il Sileno ebbro del Ribera a Gaspare Roomer, e Mercurio d'Aversa, pittore di Maddaloni che lavorò anche per alcune chiese napoletane.
Il Caracciolo morì a Napoli tra il 19 e il 24 dicembre 1635 (date, rispettivamente, di stesura e lettura del testamento), all'età di 58 anni, senza aver potuto vivere il rinnovamento pittorico classicista che si andava instaurando in città in quello stesso anno; lasciò due figli, Carlo e Pompeo: quest'ultimo secondogenito divenne un modesto pittore.